# Droga nr 977 (Izrael)
Droga regionalna nr 977 (hebr. 977 כביש) – droga regionalna położona w Górnej Galilei, na północy Izraela. Biegnie ona w poprzek Doliny Hula, łącząc drogę ekspresową nr 90 z drogą nr 918 przy kibucu Lahawot ha-Baszan.

## Przebieg
Droga nr 977 przebiega przez Poddystrykt Safed w Dystrykcie Północnym Izraela. Biegnie równoleżnikowo z zachodu na wschód w poprzek Doliny Hula, od drogi ekspresowej nr 90 do drogą nr 918 przy kibucu Lahawot ha-Baszan.
Swój początek bierze na skrzyżowaniu Gome z drogą ekspresową nr 90. Jadąc nią na północ dojeżdża się do miasta Kirjat Szemona, lub na południe do skrzyżowania z drogą nr 899 i dalej do moszawu Sede Eli’ezer. Natomiast droga nr 977 prowadzi na południowy wschód i po 2,5 km dociera do skrzyżowania z drogą nr 9778, która prowadzi na północ do kibucu Kefar Blum. Droga nr 977 kilometr dalej dociera do kibucu Ne’ot Mordechaj. Potem przejeżdża się mostem nad rzeką Jordan i dojeżdża do skrzyżowania z drogą nr 918 przy kibucu Lahawot ha-Baszan. Tutaj droga nr 977 kończy swój bieg. Drogą nr 918 można pojechać na południe do kibucu Lahawot ha-Baszan i następnego Gonen, lub na północ do kibucu Szamir i skrzyżowania z drogą nr 9779.